# Halina Reijn
Halina Reijn (Amsterdam, 10 de novembre de 1975) és una actriu i escriptora neerlandesa.

## Carrera
Halina Reijn es va formar a l'Academia d'Art Dramàtic de Maastricht. Mentre era estudiant, fou convidada a unir-se al Theatercompagnie on va tenir papers destacats en obres com Hamlet (com Ophelia) i Shopping and Fucking (com Lulu) per quin va rebre el premi de teatre holandès la Colombina, com a millor actriu secundària l'any 1998. El 2003 es va unir al Toneelgroep Amsterdam amb qui ha actuat amb papers principals a La feréstega domada, Hedda Gabler, Orestíada i Mourning Becomes Electra, per qui va ser nomenada per un Theo d'Or per “millor actriu”.
Halina Reijn ha actuat en la pantalla gran per la pel·lícula nominada a l'Oscar Zus & Zo (Paula van der Oest), A Father's Affair (Maarten Teurniet), i Grimm (Alex van Warmerdam).
El 2006 va protagonitzar Mil Petons, dirigida per Willem van de Sande Bakhuijzen, el llibre Negre, dirigit per Paul Verhoeven (l'entrada neerlandesa pels Premis de l'Acadèmia com a Millor Pel·lícula en Llengua Estrangera) i Cec, de Tamar van den Dop. El 2008, va representar Margarethe von Oven a Valquíria, protagonitzada per Tom Cruise.
Una de les millors amigues de Reijns és l'actriu holandesa Carice van Houten, des de 1994. Van treballar juntes a les pel·lícules Llibre Negre i Valquíria.
El 2013 les dues van publicar un llibre anomenat Anti Glamour, una (simulada) guia d'estil i una celebració de la seva amistat, així com un una visió càndida de la part de les seves vides amb menys glamour. Tot i que les dues ocasionalment s'han fet un peto damunt càmera, han fet broma sobre el seu possible lesbianisme, sense que tinguin actualment cap relació.

## Filmografia
- Îles flottantes (2001)
- Zus & Zo(2001)
- Vil·la des roses (2002)
- De Afrekening (2002)
- Flicka (2002)
- Moonlight (2002)
- Grimm (2003)
- X & el Wildmen (2003)
- Polleke (2003)
- L'afer del pare (De Passievrucht) (2003)
- Masterclass (2005)
- Mil Petons (Ik Omhels Je va Conèixer 1000 Armen) (2006)
- El Llibre negre (Zwartboek) (2006)
- Voor een paar knikkers meer (Per uns quants anys més) (veu) (2006)
- Cegar (2007)
- Nadine (2007)
- Valquíria (2008)
- Sintel (2010)
- Isabelle (2011)
- Goltzius I el Pelican Empresa (2011)
- Charlie (2012)
- De Overloper (2012)